# Lago di Porta

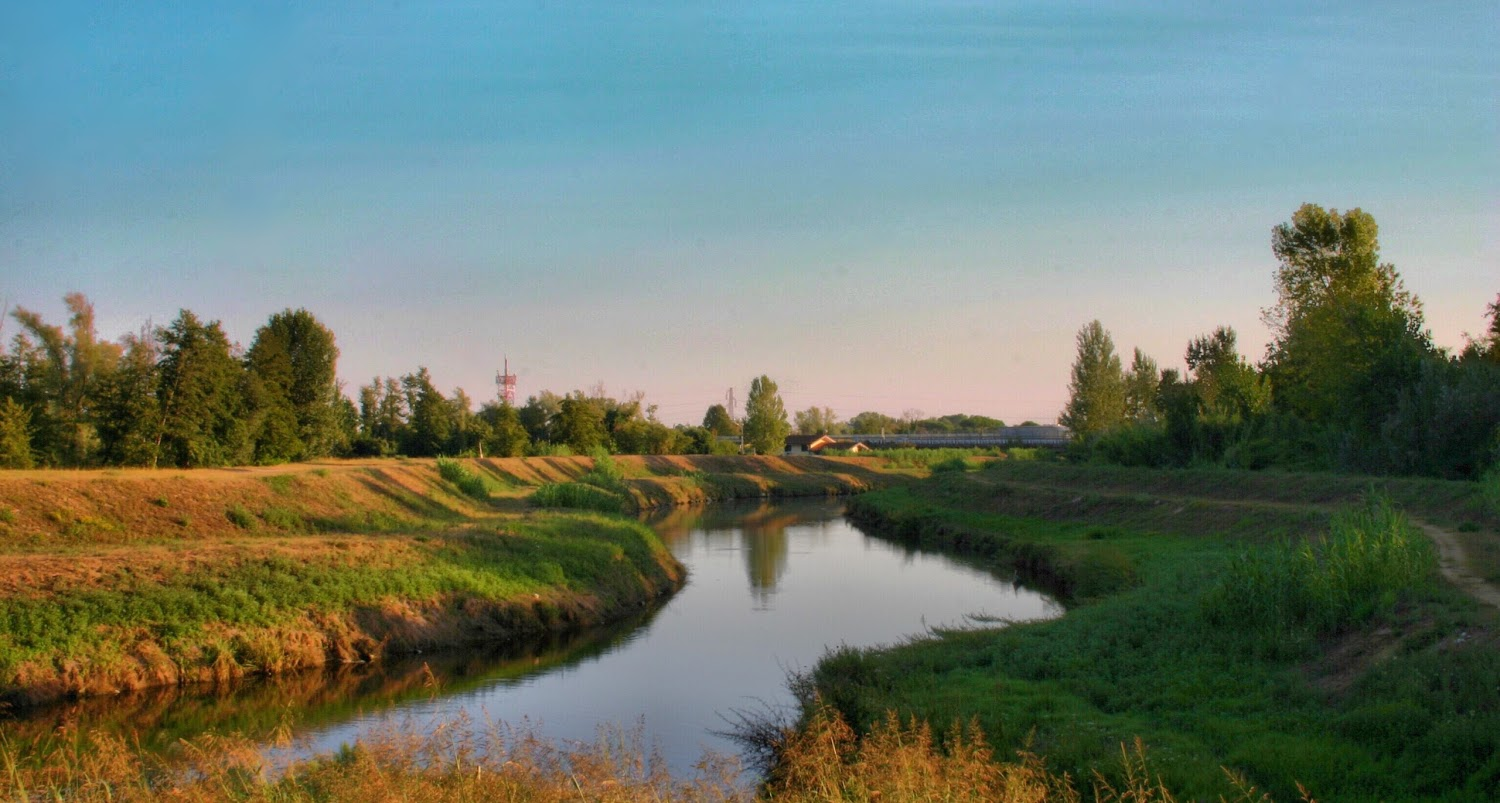

Il lago di Porta è un lago della Toscana.
Su di esso insistono due aree protette contigue, gestite però unitariamente sulla base di un medesimo regolamento approvato da entrambre le amministrazioni comunali interessate:
- l'ANPIL Lago di Porta, nel Comune di Montignoso in provincia di Massa-Carrara
- l'ANPIL Lago e Rupi di Porta, nel Comune di Pietrasanta in provincia di Lucca.

## Area naturale protetta di interesse locale Lago di Porta
L'area naturale protetta di interesse locale Lago di Porta è un'area naturale protetta della regione Toscana istituita nel 1998.
Occupa una superficie di 82 ha.

## Area naturale protetta di interesse locale Lago e Rupi di Porta
L'area naturale protetta di interesse locale Lago e Rupi di Porta è un'area naturale protetta di 77 ha istituita nel 1996.

## Idrografia
Il suo apporto idrico è garantito da sorgenti ai piedi delle colline: una di queste si trova in prossimità della Torre Medicea di Porta Beltrame e la sua temperatura è costante e di circa 17 °C. La Fossa Fiorentina (immissario del lago di Porta) raccoglie le acque delle sorgenti e di due piccoli canali (il Rio di Pettinaiola e il Canal Ginesi) e il suo emissario è un piccolo fosso che confluisce nel torrente Montignoso, poco prima che quest'ultimo si getti nel fiume Versilia.

## Storia

### Il territorio del Lago di Porta nel periodo Romano
Durante la dominazione romana nella zona passava l'antica via Aurelia (esiste ancora una via, detta Stradavecchia romana, che è probabilmente l'antica Aurelia) e faceva parte del territorio della colonia di Luni; nella zona tra Montiscendi e il lago di Porta veniva utilizzato il sistema di centuriazione.

### Il lago di Porta nel Medioevo: le prime notizie sul lago
Inizialmente era un sistema di stagni e paludi (anche costieri). 
Le prime notizie sul lago di Porta si ebbero in un documento storico del 1244 che citava questioni di confine tra i Nobili di Corvaia e Montignoso. Il primo atto che citava il lago di Porta fu nel 1329, quando fu concesso in feudo a Perotto dello Strego.
Fu detto lago di Porta Beltrame perché già da secoli (precisamente dal 1055) si aveva notizia di una porta lungo la via Francigena, che aveva funzioni di dogana. In epoca medievale nei pressi del lago lungo la via Francigena sorsero anche la chiesa di Santa Maria di Porta e un'osteria, dove i viandanti potevano trovare ristoro. Fin dal XIV secolo il lago di Porta viene ricordato per la ricchezza di pesce e per via dei "prata" (destinati al pascolo), "pagliareti" e "campi" presenti intorno alle sue rive; gli abitanti di Montignoso però potevano usare solo i terreni, perché non avevano il diritto di pesca.
Il pesce pescato nel lago di Porta era ben venduto a Lucca: secondo una citazione di Giovanni Sforza del 1867, nel 1391 il pesce del lago di Porta veniva pagato tre soldi e sei denari.
Nel 1405 il lago di Porta passò tutto a Pietrasanta a causa della sentenza di Paolo Guinigi e nel 1406 gli eredi di Perotto a causa dei debiti cedettero il diritto di pesca ai propri debitori, i quali poi lo cedettero all'ospedale della Misericordia di Lucca per 2400 scudi d'oro.

### Il Cinquecento, il Seicento e il Settecento: problemi tra fiumi e inondazioni
Nel 1513 il lago passò ai Fiorentini insieme a Pietrasanta. Nel '500 il lago di Porta veniva sfruttato sia per la pesca e sia come porto naturale per le piccole imbarcazioni attraverso la foce a mare; ma il fiume Versilia e il torrente Pannosa crearono problemi alla popolazione intorno al lago per le continue inondazioni e nel 1548 si arrivò quasi a scontri tra la comunità lucchese di Montignoso e quella toscana di Pietrasanta per accaparrarsi le nuove terre emerse a causa dell'arretramento del lago provocato dalle inondazioni del Pannosa; una sentenza del 1550 ristabilì i confini come nel 1244 e nel 1405. Nel 1569 venne completato un canale largo sette metri che, passando per Querceta, scaricava una parte dell'acqua del fiume Versilia in piena nel Lago di Porta. Nel 1592, dopo continue richieste degli abitanti di Seravezza, Montignoso e Pietrasanta di poter pescare nel lago, ma solo ai pietrasantini venne concesso di pescare con la canna nel lago di Porta. Nel 1593 il Pannosa riuscì ad immettersi nel lago di Porta, dopo numerose inondazioni e devastazioni, creandosi un nuovo letto.
Nel 1599 infine venne stipulata una convenzione nota come "composizione dei falaschi" in cui si stabilivano i territori che potevano essere sfruttati dalle comunità di Montignoso e Massa: ai montignosini la zona più prossima alla foce, ai massesi la zona del Campaccio. Questa convenzione doveva durare cinque anni, ma fu così soddisfacente che fu mantenuta fino al 1798.
Nel Seicento vennero avviate opere di bonifica per ottenere terreni da destinare alle coltivazioni di grano, perché Pietrasanta ne aveva necessità ed a causa della malaria. Il fiume Versilia poi, nonostante fosse stato scavato il canale nel 1569, continuava ad allagare la pianura, finché il Consiglio generale di Pietrasanta decise nel 1655 di farlo incanalare nel lago. Ci furono così due conseguenze, una negativa e una positiva: da una parte i sedimenti del fiume avrebbero cominciato a colmare il lago danneggiandone la pesca, dall'altra vi sarebbero stati nuovi terreni da coltivare.
Si riuscì anche a riportare il Pannosa nel suo corso originario, dopo un primo tentativo non riuscito, perché la comunità di Montignoso da sola non avrebbe potuto sostenere le spese, senza tuttavia riuscire ad eliminare completamente la sua uscita dagli argini. 
Nel 1681 la comunità di Pietrasanta riuscì a riacquistare il diritto di pesca dall'ospedale della Misericordia di Lucca per centocinquant'anni, con il consenso della stessa Repubblica di Lucca.
Anche agli abitanti di Montignoso fu concesso di pescare nel 1688 nel lago dalla loro riva. Da qui in poi così furono numerosi i casi di pesca di frodo dalla parte di Pietrasanta nelle zone più pescose.
Nel 1704 vennero completate le opere di bonifica della piana di Pietrasanta con la progressiva eliminazione dei vari paduletti costieri e di deviazione del Versilia nel lago di Porta. Ma dall'altra parte, il Pannosa continuava a creare ancora molti problemi mentre la Repubblica di Lucca si interessava poco all'argomento, facendo solo opere di manutenzione ordinaria.

### L'Ottocento
Tra il 1808 e 1812, per eliminare la piaga della malaria, vennero costruite delle cateratte a Cinquale e avviate delle opere di bonifica da parte di Elisa Bonaparte Baciocchi: dopo questi interventi la malaria scomparve e la popolazione intorno al lago aumentò. La malaria si ripresentò quando nel 1838 furono avviate vicino al lago di Porta delle coltivazioni di riso.
Nel 1844 fu stipulato un trattato che sanciva la spartizione delle frastagliate aree di confine tra il Ducato di Modena, il Granducato di Toscana, il Ducato di Lucca, di prossima reversione alla Toscana, e il Ducato di Parma, alla testa del quale ultimo si sarebbero trasferiti, alla morte della duchessa Maria Luigia d'Asburgo-Lorena allora regnante, i Borbone Parma provvisoriamente insediati a Lucca: in particolare, a Modena, che nel 1829 aveva assorbito il ducato di Massa e Carrara, fu assegnata, tra l'altro, l'exclave lucchese di Montignoso, con l'intero lago e la zona circostante, ivi compresa quella di pertinenza pietrasantina, e il Fortino del Cinquale, dove il duca voleva costruire un porto. Per converso il Granducato di Toscana riuscì a mantenere il controllo del capitanato di Pietrasanta, che il Congresso di Vienna aveva pure destinato a Modena, grazie ad uno scambio incrociato di territori: la Toscana cedeva a Parma l'exclave lunigianese di Pontremoli e Parma cedeva in cambio a Modena l'ex Ducato di Guastalla, così indennizandola per la rinuncia a Pietrasanta. Nel 1847 si diede infine concreta attuazione al trattato, in cui era inclusa anche una clausola che vietava la coltivazione del riso. Dopo dodici anni sia il territorio di Montignoso sia quello di Pietrasanta entrarono al far parte del neocostituito Regno d'Italia, come parte delle Province Unite del Centro Italia.

### La seconda guerra mondiale
Il territorio di Montignoso fu gravemente colpito a causa della seconda guerra mondiale, proprio perché di lì passava la Linea Gotica e qualche danno colpì anche le strutture di contenimento e di instradamento delle acque verso il mare.
Il dopo guerra
Nell'immediato dopoguerra ripresero alcuni lavori di bonifica in zona Renella di Montignoso e che erano stati già iniziati e quasi finiti nel primo decennio fascista con l'intento di consegnare nuove terre coltivabili ai contadini tesserati del partito; alcuni residenti più anziani che non ottennero la terra ricordano che se non avevi la tessera fascista le terre non te le davano.
Furono fatti anche alcuni lavori per l'acquedotto pubblico.
Successivamente la progenie di questi contadini, ex tesserati fascisti, approfittò di un periodo di relativa debolezza delle istituzioni locali per costruire abitazioni abusive che furono successivamente condonate nel periodo a guida socialista, questo perché la speculazione edilizia era estremamente più redditizia della coltivazione nei campi.
Quando il problema delle inondazioni si presentò fortissimo negli anni 1980-90 e le ultime zone bonificate negli anni '20 vennero allagate a causa dell'incuria cinquantennale in cui versavano le oramai obsolete strutture di realizzazione fascista, cosicché le abitazioni civili costruite abusivamente laddove non dovevano esserci, furono pienamente allagate finanche con 2 metri di acqua per almeno un paio di volte, la popolazione locale subì grossi disagi abitativi ed economici tantoché alcuni residenti di via del lago ricordano che dovevamo uscire di casa col canotto gonfiabile e il salvagente e altri di via del bravin avevamo il fango che ci copriva i mobili della sala; i danni si estesero anche alle zone bonifcate nel 1812 finanche agli abitanti delle case UNRAA che ricordano per fortuna che hanno rotto il muro perimetrale dell'aeroporto e allagato l'aeroporto per svuotarci rapidamente il primo piano delle case.
L'ultima volta fu talmente dannosa che la politica locale decise di rammodernare e ampliare le strutture oramai obsolete e chiese ed ottenne la piena disponibilità dalle autorità centrali per rinforzare gli argini e pulire il fondo dei fossi artificiali paralleli al fiume Versilia e anche per sostituire le cateratte con altre molto più efficienti.
I residenti ricordano che le calamità arrivarono da entrambi i lati del fiume Versilia anche se l'ultima volta, quella del 1996, che colpì maggiormente il lato della provincia lucchese, non fu direttamente un problema di bonifica sbagliata e neppure di incuria, fu proprio una calamità naturale imprevedibile cioè la frana di una grossa fetta di monte con tanta fanghiglia che confluì nel fiume Versilia tramite i suoi affluenti Serra e Vezza e ci furono anche dei morti.
Sul lato lucchese a sud della località "centoquindici" fu fatta anche una pista per gli amanti di motocross.
Dal 2000 ad oggi
Oramai la zona è sufficientemente bonificata e la politica locale ha deciso di trasformare la zona bonificata e piena di abitazioni ex abusive in zona in parte residenziale (nuovi permessi edilizi e case popolari perlopiù per extracomunitari) e in parte zona per lo sviluppo dell'artigianato.
Riguardo alla zona ancora acquitrinosa si è deciso di contornarla di una strada sterrata adiacente agli argini, adibita per utilizzo ludico (passeggiate e altro).

### L'istituzione dell'Area Naturale Protetta di Interesse Locale (A.N.P.I.L.) "LAGO DI PORTA"
Nel 1998 i comuni di Montignoso e Pietrasanta istituirono l'Area Naturale Protetta di Interesse Locale (A.N.P.I.L.) "LAGO DI PORTA", delimitandone i confini e istituendo anche un comitato di gestione formato da rappresentanti dei comuni di Pietrasanta e Montignoso, della Provincia di Lucca, della Provincia di Massa-Carrara e delle associazioni ambientaliste. Dal 1998 al 2012 la presidenza era stata affidata a Montignoso, dal 2012 è affidata a Pietrasanta.

## Fauna
Uccelli: nell'area naturale protetta vivono molte specie dell'ambiente palustre. In autunno e in inverno vivono nell'area il cormorano, l'alzavola, lo spioncello, lo storno e il tarabuso. In primavera e in estate sono presenti nell'area anche la rondine, il balestruccio, lo stiaccino, il tarabusino, l'airone rosso, la nitticora, il cannareccione, la cannaiola comune, il gruccione, la sgarza ciuffetto, la salciaiola e la cannaiola. Sono di passo il mestolone, la marzaiola e la cutrettola. Sono presenti tutto l'anno il germano reale, l'airone cenerino, la folaga, il tuffetto, il porciglione, la gallinella d'acqua, l'usignolo di fiume, il martin pescatore, saltimpalo, il pendolino, il falco di palude (nidificante con una coppia), la garzetta, l'airone guardabuoi, il forapaglie castagnolo, la tortora dal collare orientale, il gheppio e il colombaccio. 
Nel bosco sono presenti l'usignolo, il fringuello, la cinciallegra, il pigliamosche, il picchio rosso maggiore, la gazza, la cornacchia grigia, il picchio muratore, il torcicollo. Sono nidificanti il tarabusino, l'airone rosso, l'airone cenerino, la nitticora, la sgarza ciuffetto creando una piccola ma importante garzaia.
Pesci: nel lago vivono il luccio, l'alborella, il cavedano e la carpa.

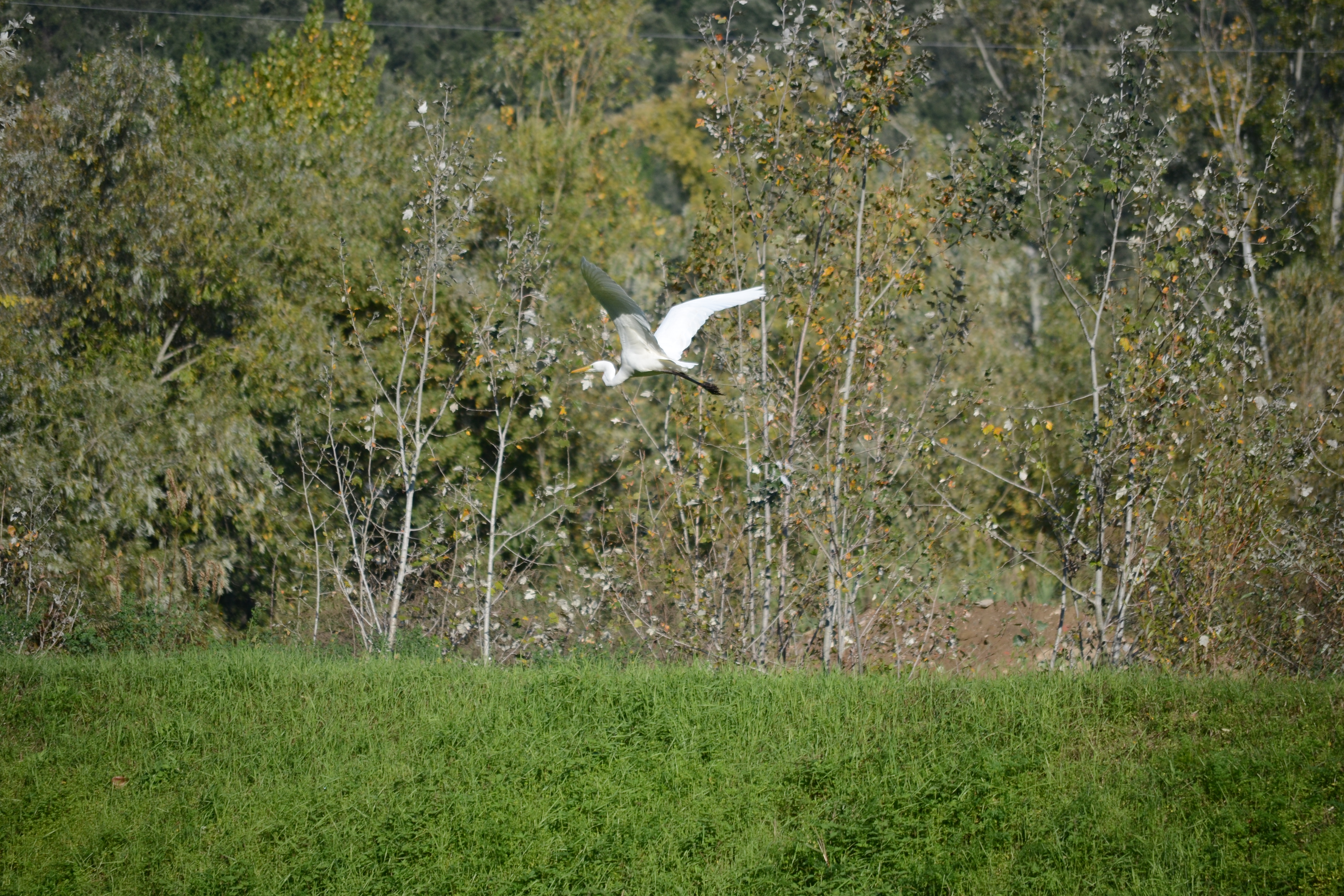
Airone bianco

Rettili: sono presenti nell'area la biscia d'acqua, la testuggine palustre e il ramarro.
Anfibi: vivono nell'area umida la rana verde, la raganella e il tritone crestato.
Mammiferi: nell'area si possono trovare esemplari di nutria e di tasso.
Insetti: nell'area vive la Lycaena Dispar, rara farfalla, e durante la primavera e l'estate si possono vedere molte libellule.

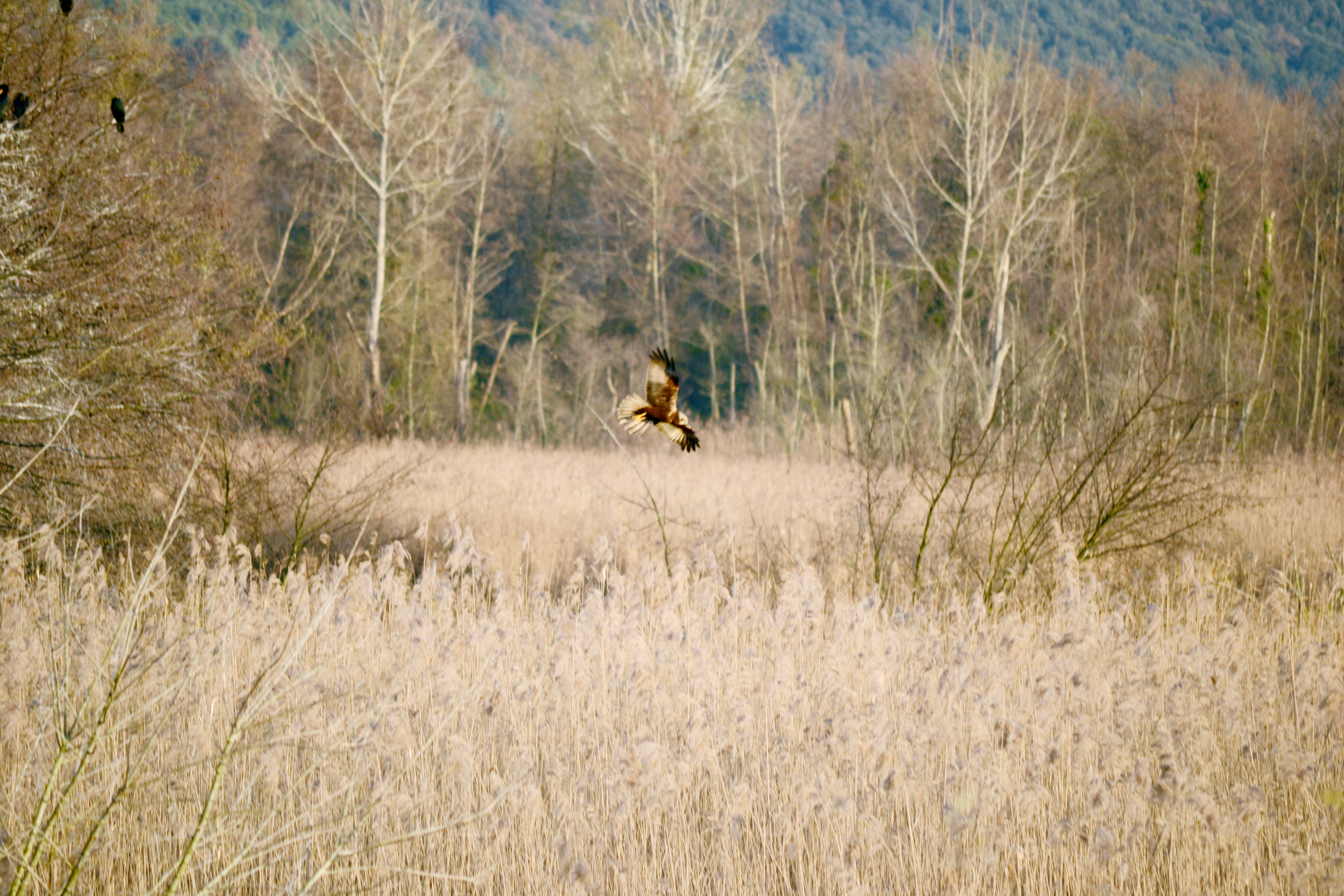
Un falco di palude al Lago di Porta

## Flora
Nell'area umida sono presenti il salice bianco, il pioppo bianco, la betulla, il biancospino, l'iris giallo, l'angelica silvestre, il sambuco, la sanguinella, il rovo, i carici, i giunchi e la cannuccia d'acqua.
Inoltre nell'area umida si distinguono zone boscate (il bosco di recente formazione attorno al canneto e all'alveo lacustre ricorda l'ambiente originario della pianura della Versilia storica, caratterizzata da paludi, stagni e dune) e zone paludose (a sua volta divise in fragmiteti e cariceti). Vi sono anche molte varietà di piante lungo e dentro i fossi del Lago di Porta: in particolare vi sono diverse piante acquatiche galleggianti nella Fossa Fiorentina, dove abbiamo l'erba paperina, l'erba gamberaia, la zannichellia e il ceratofillo. Sulle sponde di questo fosso abbiamo la soldinella d'acqua. Presenti anche l'orchidea acquatica e l'orchidea palustre: le orchidee in dialetto locale vengono chiamate "caprette".